# Liste der Naturdenkmale in Großenhain
Die Liste der Naturdenkmale in Großenhain nennt die Naturdenkmale in Großenhain im sächsischen Landkreis Meißen.

## Definition
„Naturdenkmäler sind rechtsverbindlich festgesetzte Einzelschöpfungen der Natur oder entsprechende Flächen bis zu fünf Hektar, deren besonderer Schutz erforderlich ist
1. aus wissenschaftlichen, naturgeschichtlichen oder landeskundlichen Gründen oder
2. wegen ihrer Seltenheit, Eigenart oder Schönheit.“

„§ 18 – Naturdenkmäler – (zu § 28 BNatSchG)
(1) Die Erklärung nach § 22 Abs. 1 BNatSchG von Teilen von Natur und Landschaft als Naturdenkmal erfolgt durch Rechtsverordnung oder Einzelanordnung.
(2) Über § 28 Abs. 1 BNatSchG hinaus können Naturdenkmäler zur Sicherung von Lebensgemeinschaften oder Lebensstätten von im Bestand gefährdeten oder streng geschützten Arten festgesetzt werden.“

## Liste
Diese Auflistung unterscheidet zwischen Flächennaturdenkmalen (FND) mit einer Fläche bis zu 5 ha (bei Verordnung nach DDR-Recht auch mehr) und Einzel-Naturdenkmalen (ND).
Link zu einem Kartenansichtstool, um Koordinaten zu setzen.
| Bild | Bezeichnung                                                             | Lage                                                      | Beschreibung        | Datum | Nummer  |
| ---- | ----------------------------------------------------------------------- | --------------------------------------------------------- | ------------------- | ----- | ------- |
| BW   | Stieleiche auf dem Kirchfriedhof Walda                                  | Walda (51° 19′ 12,6″ N, 13° 29′ 39,4″ O)                  |                     |       | RG 002  |
| BW   | Stieleiche im ehemaligen Gutspark Strauch                               | Strauch (51° 21′ 36″ N, 13° 34′ 37″ O)                    |                     |       | RG 095  |
| BW   | Tulpenbaum im Park Walda                                                | Walda (51° 19′ 14,4″ N, 13° 29′ 28,1″ O)                  |                     |       | RG 100  |
| BW   | Stieleiche zwischen Hirschnitzbrücke und Zabeltitzer Park               | Zabeltitz (51° 21′ 25,3″ N, 13° 29′ 19,4″ O)              |                     |       | RG 103  |
| BW   | Stieleiche südlich Strauch                                              | Strauch (51° 21′ 52″ N, 13° 34′ 28″ O)                    |                     |       | RG 177  |
| BW   | Stieleiche an der Röder in Walda                                        | Walda (51° 19′ 12″ N, 13° 29′ 31″ O)                      |                     |       | RG 185  |
| BW   | Stieleiche oberhalb der Hirschnitzbrücke bei Zabeltitz                  | Zabeltitz (51° 21′ 28,3″ N, 13° 29′ 14,8″ O)              |                     |       | RG 187  |
| BW   | Schwarzpappel am Bäckerwiesenweg                                        | (51° 16′ 28″ N, 13° 29′ 38″ O)                            |                     |       | RG 264  |
| BW   | Stieleiche an der Meißner Straße in Großenhain                          | Großenhain (51° 17′ 14″ N, 13° 31′ 22″ O)                 |                     |       | RG 278  |
| BW   | Stieleiche bei Großraschütz                                             | Großraschütz (51° 16′ 28″ N, 13° 29′ 38″ O)               |                     |       | RG 281  |
| BW   | 4 Sommerlinden („Franzosenlinden“) bei Skassa                           | Skassa (51° 17′ 6″ N, 13° 27′ 46″ O)                      |                     |       | RG 297  |
| BW   | Sechs Stieleichen („Kircheneichen“) bei Zabeltitz                       | Zabeltitz (51° 21′ 29″ N, 13° 29′ 2″ O)                   |                     |       | RG 303  |
| BW   | Stieleiche am Rutengraben Zabeltitz                                     | Zabeltitz (51° 21′ 29″ N, 13° 29′ 2″ O)                   |                     |       | RG 304  |
| BW   | Stieleiche am Elligastbach Nasseböhla                                   | Nasseböhla (51° 20′ 34″ N, 13° 31′ 48″ O)                 |                     |       | RG 306  |
| BW   | Stieleiche nördlich Nasseböhla                                          | Nasseböhla (51° 20′ 24″ N, 13° 31′ 27″ O)                 |                     |       | RG 309  |
| BW   | Stieleiche westlich vom Hammelwiesenteich Nasseböhla                    | Nasseböhla (51° 20′ 24,3″ N, 13° 32′ 45,2″ O)             |                     |       | RG 311  |
| BW   | 2 Stieleichen auf der Hammelwiese Nasseböhla                            | Nasseböhla (51° 20′ 25″ N, 13° 32′ 49″ O)                 |                     |       | RG 312  |
| BW   | Stieleiche südlich Uebigau                                              | Uebigau (51° 20′ 17″ N, 13° 33′ 24″ O)                    |                     |       | RG 313  |
| BW   | Stieleiche südwestlich Skäßchen                                         | Skäßchen (51° 20′ 12″ N, 13° 34′ 46″ O)                   |                     |       | RG 314  |
| BW   | Stieleiche westlich Skäßchen                                            | Skäßchen (51° 20′ 23″ N, 13° 34′ 44″ O)                   |                     |       | RG 315  |
| BW   | Stieleiche nordwestlich Skäßchen                                        | Skäßchen (51° 20′ 27″ N, 13° 34′ 44″ O)                   |                     |       | RG 316  |
| BW   | Stieleiche westlich Strauch                                             | Strauch (51° 22′ 1″ N, 13° 33′ 32″ O)                     |                     |       | RG 317  |
| BW   | Stieleiche an der Wegegabel im Tannenholz Görzig                        | Görzig (51° 21′ 55,5″ N, 13° 28′ 1,7″ O)                  |                     |       | RG 540A |
| BW   | Stieleiche an der Wegegabel im Tannenholz Görzig                        | Görzig (51° 21′ 55,9″ N, 13° 28′ 2,4″ O)                  |                     |       | RG 540B |
| BW   | Zwei Waldkiefern am Triftweg Strauch                                    | Strauch (51° 22′ 53″ N, 13° 34′ 58″ O)                    |                     |       | RG 541  |
| BW   | Waldkiefer am Heideberg                                                 | Strauch (51° 23′ 7″ N, 13° 34′ 20″ O)                     |                     |       | RG 542  |
| BW   | Feldkiefer am Bornweg Walda                                             | Walda (51° 19′ 29″ N, 13° 30′ 48″ O)                      |                     |       | RG 582  |
| BW   | Stieleiche auf den Holzwiesen bei Stroga                                | Stroga (51° 20′ 23″ N, 13° 33′ 5,4″ O)                    |                     |       | RG 586  |
| BW   | Stieleiche („Beuleneiche“) zwischen Park und Hirschnitzbrücke Zabeltitz | Zabeltitz (51° 21′ 24,3″ N, 13° 29′ 18,7″ O)              |                     |       | RG 587  |
| BW   | Hopfenbach bei Lenz                                                     | Lenz, Zschauitz (51° 15′ 39,2″ N, 13° 32′ 21,3″ O)        | Fläche ca. 4,75 ha. |       | RG 010  |
| BW   | Steinbruch Zschauitz                                                    | Zschauitz (51° 15′ 59,8″ N, 13° 31′ 26″ O)                | Fläche ca. 2,40 ha. |       | RG 012  |
| BW   | Alter See bei Treugeböhla                                               | Treugeböhla, Raden (51° 22′ 29,3″ N, 13° 31′ 15,7″ O)     | Fläche ca. 4,25 ha. |       | RG 021  |
| BW   | Auengehölz Hammelwiese Stroga                                           | Nasseböhla (51° 20′ 24,1″ N, 13° 32′ 54,4″ O)             | Fläche ca. 4,09 ha. |       | RG 024  |
| BW   | Streuwiese Walda                                                        | Walda (51° 19′ 48,9″ N, 13° 29′ 40,4″ O)                  | Fläche ca. 1,69 ha. |       | RG 027  |
| BW   | Röderauwald Buchholz bei Kalkreuth                                      | Folbern, Kalkreuth (51° 17′ 21″ N, 13° 36′ 16,2″ O)       | Fläche ca. 3,53 ha. |       | RG 053  |
| BW   | Syenitbruch Kümmelberg Weßnitz                                          | Weßnitz (51° 16′ 42,3″ N, 13° 33′ 50,6″ O)                | Fläche ca. 0,26 ha. |       | RG 055  |
| BW   | Röderaltlauf südlich Wildenhain                                         | Wildenhain (51° 18′ 0,8″ N, 13° 28′ 31,6″ O)              | Fläche ca. 2,06 ha. |       | RG 069  |
| BW   | Röderlache südlich Wildenhain                                           | Wildenhain (51° 18′ 13,3″ N, 13° 28′ 46,1″ O)             | Fläche ca. 0,54 ha. |       | RG 071  |
| BW   | Röderlache am Kesselgrund Wildenhain                                    | Wildenhain, Skassa (51° 17′ 44,2″ N, 13° 28′ 33,1″ O)     | Fläche ca. 3,93 ha. |       | RG 072  |
| BW   | Erlenbruch im Kesselgrund Wildenhain                                    | Wildenhain (51° 17′ 48,3″ N, 13° 28′ 40″ O)               | Fläche ca. 4,18 ha. |       | RG 074  |
| BW   | Röderlache nördlich Wildenhain                                          | Wildenhain (51° 18′ 35,5″ N, 13° 29′ 15,4″ O)             | Fläche ca. 1,25 ha. |       | RG 075  |
| BW   | Felswand an der Windmühle Weßnitz                                       | Weßnitz (51° 16′ 41,1″ N, 13° 33′ 42,1″ O)                | Fläche ca. 0,71 ha. |       | RG 096  |
| BW   | Röderaltarme am Buchholz Kalkreuth                                      | Folbern, Kalkreuth (51° 17′ 29″ N, 13° 36′ 6,2″ O)        | Fläche ca. 2,50 ha. |       | RG 097  |
| BW   | Quellhang am Wolfsbusch Rostig                                          | Rostig (51° 16′ 26″ N, 13° 35′ 44,9″ O)                   | Fläche ca. 2,44 ha. |       | RG 101  |
| BW   | Skassaer Düne                                                           | Skassa (51° 17′ 35,1″ N, 13° 28′ 21,9″ O)                 | Fläche ca. 4,19 ha. |       | RG 169  |
| BW   | Heiliger Grund Großenhain                                               | Zschieschen, Zschauitz (51° 16′ 15,7″ N, 13° 31′ 28,8″ O) | Fläche ca. 2,02 ha. |       | RG 173  |
| BW   | Buchenhorst in der Teufelsschlucht bei Strauch                          | Strauch (51° 23′ 2,1″ N, 13° 34′ 56,7″ O)                 | Fläche ca. 4,27 ha. |       | RG 175  |
| BW   | Talsanddüne Wildenhain                                                  | Strauch (51° 18′ 29″ N, 13° 29′ 28″ O)                    | Fläche ca. 3,51 ha. |       | RG 176  |